# Martin Škoula
Martin Škoula (* 28. října 1979 Litoměřice) je český hokejový trenér a bývalý obránce. Působí jako trenér mladých hráčů v týmu HC Stadion Litoměřice. V letech 1998–2010 hrál v severoamerické National Hockey League.

## Hokejová kariéra
Svou profesionální kariéru zahájil v roce 1996 v týmu HC Chemopetrol Litvínov, kde také hrál v době výluky NHL v sezóně 2004–05. V NHL nastoupil postupně v týmech Colorado Avalanche, Anaheim Mighty Ducks, Dallas Stars, Minnesota Wild, Pittsburgh Penguins, Toronto Maple Leafs a New Jersey. Od roku 2010 hrál v ruské KHL za tým Avangard Omsk. V průběhu sezóny 2012/2013 přestoupil do HC Lev Praha. Následně z tohoto klubu odešel, ale nové angažmá si do konce sezóny nenašel, přesto odehrál jeden zápas v HC Stadion Litoměřice. V sezóně 2013/2014 se dohodl na smlouvě s klubem HC Slovan Bratislava, hrajícím v KHL. V sezóně 2014/2015 působil v klubu Bílí Tygři Liberec, kde po sezóně ukončil aktivní kariéru.
Od roku 2002 nastupoval za českou hokejovou reprezentaci (včetně třech mistrovství světa v letech 2004, 2006 a 2011).

## Ocenění a úspěchy
- 1998 Canadian Hockey League – All-Rookie Tým
- 1998 Canadian Hockey League – Top Prospects Game
- 1999 Ontario Hockey League – Nejlepší hráč v pobytu na ledě +/-
- 2011 Kontinentální hokejová liga – Utkání hvězd
- 2012 Kontinentální hokejová liga – Nejlepší obránce měsíce dubna

## Prvenství

### NHL
- Debut – 5. října 1999 (Nashville Predators proti Colorado Avalanche)
- První asistence – 21. října 1999 (Ottawa Senators proti Colorado Avalanche)
- První gól – 22. listopadu 1999 (Dallas Stars proti Colorado Avalanche)

### KHL
- Debut – 11. září 2010 (Avangard Omsk proti HC Spartak Moskva)
- První asistence – 11. září 2010 (Avangard Omsk proti HC Spartak Moskva)
- První gól – 12. října 2010 (Metallurg Magnitogorsk proti Avangard Omsk brankáři Georgij Gelašvili)

## Klubová statistika
| Sezóna       | Klub                    | Soutěž       |     | Základní část | Základní část | Základní část | Základní část | Základní část |   | Play off | Play off | Play off | Play off | Play off |
| Sezóna       | Klub                    | Soutěž       | Z   | G             | A             | B             | TM            | Z             | G | A        | B        | TM       |          |          |
| 1995–96      | HC Litvínov, s.r.o.     | ČHL          | —   | —             | —             | —             | —             | 1             | 0 | 0        | 0        | 0        |          |          |
| 1996–97      | HC Chemopetrol, a.s.    | ČHL          | 1   | 0             | 0             | 0             | 0             | —             | — | —        | —        | —        |          |          |
| 1997–98      | Barrie Colts            | OHL          | 66  | 8             | 36            | 44            | 36            | 6             | 1 | 3        | 4        | 4        |          |          |
| 1998–99      | Barrie Colts            | OHL          | 67  | 13            | 46            | 59            | 46            | 12            | 3 | 10       | 13       | 13       |          |          |
| 1998–99      | Hershey Bears           | AHL          | —   | —             | —             | —             | —             | 1             | 0 | 0        | 0        | 0        |          |          |
| 1999–00      | Colorado Avalanche      | NHL          | 80  | 3             | 13            | 16            | 20            | 17            | 0 | 2        | 2        | 4        |          |          |
| 2000–01      | Colorado Avalanche      | NHL          | 82  | 8             | 17            | 25            | 38            | 23            | 1 | 4        | 5        | 8        |          |          |
| 2001–02      | Colorado Avalanche      | NHL          | 82  | 10            | 21            | 31            | 42            | 21            | 0 | 6        | 6        | 2        |          |          |
| 2002–03      | Colorado Avalanche      | NHL          | 81  | 4             | 21            | 25            | 68            | 7             | 0 | 1        | 1        | 4        |          |          |
| 2003–04      | Colorado Avalanche      | NHL          | 58  | 2             | 14            | 16            | 30            | —             | — | —        | —        | —        |          |          |
| 2003–04      | Mighty Ducks of Anaheim | NHL          | 21  | 2             | 7             | 9             | 2             | —             | — | —        | —        | —        |          |          |
| 2004–05      | HC Chemopetrol, a.s.    | ČHL          | 47  | 4             | 15            | 19            | 101           | 6             | 0 | 0        | 0        | 6        |          |          |
| 2005–06      | Dallas Stars            | NHL          | 61  | 4             | 11            | 15            | 36            | —             | — | —        | —        | —        |          |          |
| 2005–06      | Minnesota Wild          | NHL          | 17  | 1             | 5             | 6             | 10            | —             | — | —        | —        | —        |          |          |
| 2006–07      | Minnesota Wild          | NHL          | 81  | 0             | 15            | 15            | 36            | 5             | 0 | 0        | 0        | 4        |          |          |
| 2007–08      | Minnesota Wild          | NHL          | 80  | 3             | 8             | 11            | 26            | 6             | 0 | 0        | 0        | 0        |          |          |
| 2008–09      | Minnesota Wild          | NHL          | 81  | 4             | 12            | 16            | 10            | —             | — | —        | —        | —        |          |          |
| 2009–10      | Pittsburgh Penguins     | NHL          | 33  | 3             | 5             | 8             | 6             | —             | — | —        | —        | —        |          |          |
| 2009–10      | New Jersey Devils       | NHL          | 19  | 0             | 3             | 3             | 4             | 4             | 0 | 0        | 0        | 0        |          |          |
| 2010–11      | Avangard Omsk           | KHL          | 52  | 3             | 19            | 22            | 21            | 14            | 0 | 3        | 3        | 4        |          |          |
| 2011–12      | Avangard Omsk           | KHL          | 52  | 2             | 13            | 15            | 16            | 21            | 2 | 8        | 10       | 4        |          |          |
| 2012–13      | Avangard Omsk           | KHL          | 9   | 0             | 1             | 1             | 0             | —             | — | —        | —        | —        |          |          |
| 2012–13      | Lev Praha               | KHL          | 21  | 1             | 6             | 7             | 8             | —             | — | —        | —        | —        |          |          |
| 2012–13      | HC Stadion Litoměřice   | 1.ČHL        | 1   | 0             | 0             | 0             | 2             | —             | — | —        | —        | —        |          |          |
| 2013–14      | HC Slovan Bratislava    | KHL          | 54  | 2             | 11            | 13            | 18            | —             | — | —        | —        | —        |          |          |
| 2014–15      | Bílí Tygři Liberec      | ČHL          | 10  | 2             | 5             | 7             | 4             | —             | — | —        | —        | —        |          |          |
| Celkem v NHL | Celkem v NHL            | Celkem v NHL | 776 | 44            | 152           | 196           | 328           | 83            | 1 | 13       | 14       | 22       |          |          |
| Celkem v KHL | Celkem v KHL            | Celkem v KHL | 188 | 8             | 50            | 58            | 63            | 35            | 2 | 11       | 13       | 8        |          |          |

## Reprezentace
| Rok                    | Tým                    | Soutěž                 | Z  | G | A | B | TM |
| ---------------------- | ---------------------- | ---------------------- | -- | - | - | - | -- |
| 1997                   | Česko 18               | ME-18                  | 6  | 0 | 2 | 2 | 4  |
| 2002                   | Česko                  | OH                     | 4  | 0 | 0 | 0 | 0  |
| 2004                   | Česko                  | SP                     | 2  | 0 | 0 | 0 | 2  |
| 2004                   | Česko                  | MS                     | 7  | 1 | 0 | 1 | 4  |
| 2004–05                | Česko                  | EHT                    | 3  | 0 | 0 | 0 | 4  |
| 2005–06                | Česko                  | EHT                    | 3  | 0 | 0 | 0 | 2  |
| 2006                   | Česko                  | MS                     | 9  | 0 | 2 | 2 | 6  |
| 2010–11                | Česko                  | EHT                    | 8  | 0 | 1 | 1 | 4  |
| 2011                   | Česko                  | MS                     | 9  | 0 | 2 | 2 | 0  |
| 2012–13                | Česko                  | EHT                    | 2  | 0 | 0 | 0 | 4  |
| Juniorská reprezentace | Juniorská reprezentace | Juniorská reprezentace | 6  | 0 | 2 | 2 | 4  |
| Seniorská reprezentace | Seniorská reprezentace | Seniorská reprezentace | 47 | 1 | 5 | 6 | 26 |